# Kasteel Blommeghem

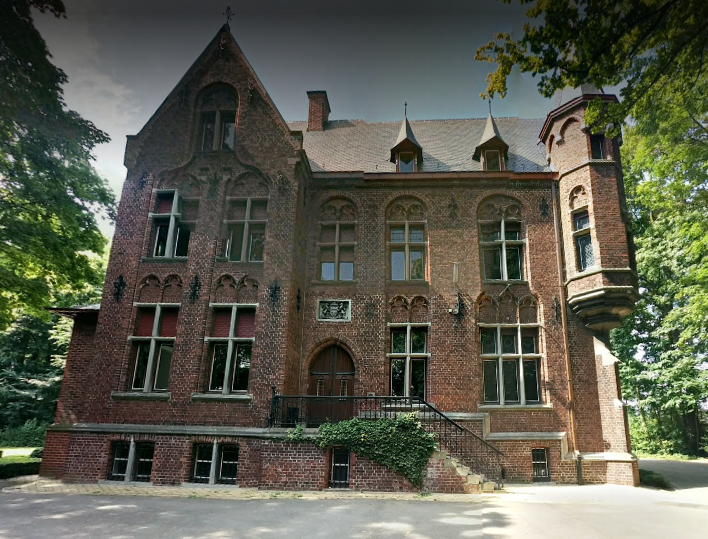
Kasteel Blommeghem Marke

Het Kasteel Blommeghem is een neogotisch kasteel, gelegen in het West-Vlaamse gemeente Marke. Het kasteel werd in 1900 opgetrokken in opdracht van Joseph (de) Bethune (zoon van Jean-Baptiste (de) Bethune).

## Geschiedenis
Het neogotische kasteel werd in 1900 opgetrokken, waarschijnlijk naar ontwerp van Emmanuel (de) Bethune en Jozef Viérin. De constructie zelf werd wellicht uitgevoerd door J. Carette. Het kasteel fungeerde eerst als woonhuis voor François (de) Bethune, burgemeester van Marke van 1909 tot 1922. Ook het omliggende kasteelpark werd rond 1900 aangelegd.
Gedurende de Wereldoorlogen werd het kasteel bezet door de Duitse invallers. In 1951 werd het gebouw door gemeente Marke aangekocht aan de familie (de) Bethune. Het omliggende park werd toen openbaar gemaakt voor het publiek. Toen werd ook de huidige toegang, via de Van Belleghemdreef, geopend. Ook het aanliggende koetshuis, dat gebouwd werd in 1914, werd aangekocht door gemeente Marke. Vanaf circa 1965 deed het gebouw dienst als brandweerarsenaal.
Vanaf 1952 deed het kasteeltje dienst als gemeentehuis van Marke. Dit bleef zo tot de fusie met Kortrijk op 1 januari 1977. Emmanuel Pierre de Bethune was zo de laatste burgemeester van Marke.
Tegenwoordig bevinden de kantoren van schepen Jean de Bethune zich in het kasteel. Het oude koetshuis (en nadien brandweerarsenaal) wordt gebruikt als Jeugdhuis. Het draagt de toepasselijke naam 't Arsenaal.